# شعار بانجسامورو
شعار بانجسامورو هو شعار الرسمي لمنطقة بانجسامورو ذاتية الحكم، في جنوب الفلبين.

## التاريخ
بموجب قانون بانجسامورو الأساسي، يحق لمنطقة بانجسامورو المتمتعة بالحكم الذاتي في مينداناو المسلمة التي خلفت الحكم الذاتي الإقليمي لمسلمي مندناو أن يكون لها علمها وشعارها الإقليميين.
في 29 أغسطس 2019 مرر برلمان بانجسامورو مشروع القانون رقم 8 والذي يعرف أيضا باسم «قانون اعتماد الشعار الرسمي لمنطقة بانجسامورو ذاتية الحكم في مينداناو المسلمة». ووقُع ليصبح قانونًا في 6 سبتمبر 2019 من قبل رئيس الوزراء مراد إبراهيم تحت قانون بانجسامورو للحكم الذاتي رقم 2.

## التصميم

النسخة العربية

يتكون شعار بانجسامورو المصمم من قبل برلمان بانجسامورو من شعار دائري يتميز بهلال أصفر يحتوي على نجمة سباعية على حقل دائري أخضر. ويحيط بالشعار حبل وشريط داخلي أحمر رفيع. يدل الحبل على وحدة الجماعات العرقية في المنطقة، والشريط الأحمر يمثل دماء المجاهدين الذين حاربوا من أجل البلاد، والهلال هو «المبادئ التوجيهية» لأبناء المنطقة. استوحى الحبل من الآية 103 من سورة آل عمران (وَاعْتَصِمُوا بِحَبْلِ اللَّهِ جَمِيعًا وَلَا تَفَرَّقُوا).
وتمثل النجمة السباعية المناطق السبعة المكونة لبانجسامورو؛ باسيلان، ولاناو ديل سور، وماغوييندانايو وسولو وتاوي تاوي ومدينة كوتاباتو ومنطقة بانجسامورو الجغرافية الخاصة [الإنجليزية]. ويحتوي الشعار على الاسم الكامل لمنطقة بانجسامورو باللغة الإنجليزية. وهناك نسخة أخرى رسمية من الختم باللغة العربية.